# 馬可斯·海德本
馬可斯·海德本（瑞典語：Marcus Hedbrandh，1985年10月23日—），出生于瑞典隆德的男模特兒。
他在荷蘭阿姆斯特丹的街上被Tony Jones模特兒經紀公司的人發掘，並迅速在義大利米蘭和美國紐約的時裝周中嶄露頭角，並在2007年2月12日登上Models.com的Models of the week，且在兩年之內擠進Models.com中的世界男模特排行榜中的第36名。